# PlanetRomeo

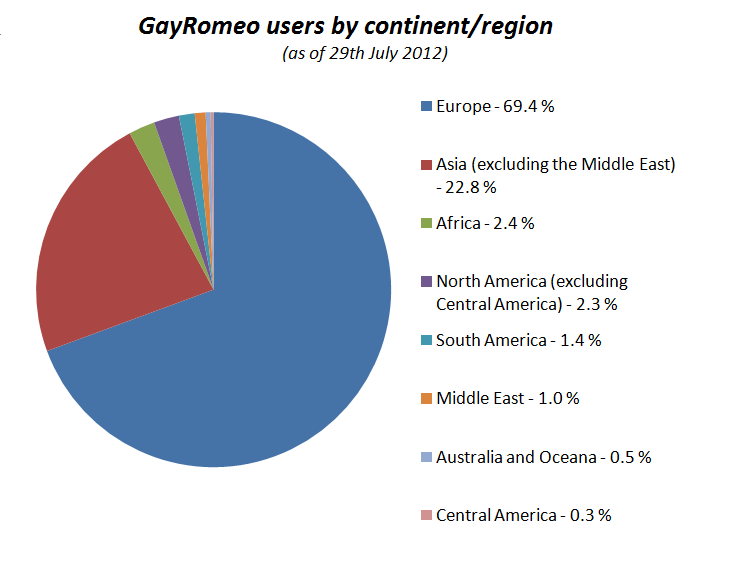
Gebruikers van Gayromeo, verdeeld naar continent. Stand per 29 juli 2012

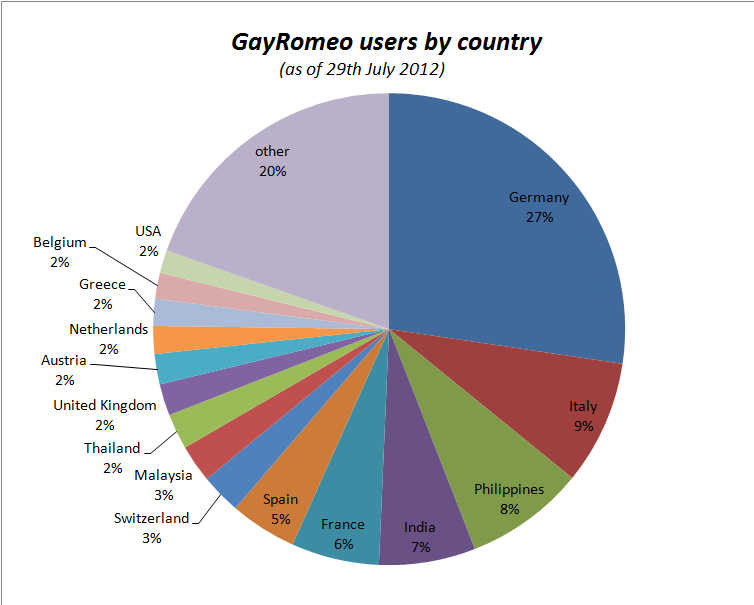
Gebruikers van Gayromeo, verdeeld naar land. Stand per 29 juli 2012

PlanetRomeo (voorheen: GayRomeo) is een van oorsprong Duitse, maar tegenwoordig vooral internationale datingwebsite, die hoofdzakelijk gericht is op homoseksuele mannen, maar waar ook biseksuele mannen en transgenders aan deel kunnen nemen.

## Oorsprong
De website werd in oktober 2002 opgericht door Jens Schmidt en Manuel Abraham. In september 2006 verhuisde het hoofdkantoor naar Amsterdam, waar sindsdien PlanetRomeo BV de eigenaar van de site is. Reden voor deze verhuizing was volgens GayRomeo het voorkomen van strafrechtelijke problemen, aangezien de regels voor erotische websites in Duitsland strenger zijn dan in veel andere Europese landen.
Het technisch beheer van de servers en de ontwikkeling van de website en apps is in handen van het aan PlanetRomeo gelieerde bedrijf Erasys GmbH in Berlijn. Bij beide bedrijven in Amsterdam en Berlijn zijn zo'n 60 mensen werkzaam.
Vanwege zijn Duitse oorsprong en het om die reden grote aantal gebruikers uit Duitsland, wordt de website daar ook weleens de "gouden gids" of het "bevolkingsregister voor homo's" genoemd.
PlanetRomeo telt volgens eigen zeggen 1,3 miljoen leden wereldwijd en de site is beschikbaar in 20 verschillende talen. Van alle gebruikers komt bijna 70% uit Europa, waarvan Duitsland met 27% het grootste aandeel levert.

## Internationalisering
Om de site internationaler te maken werden op 18 maart 2009 de leden van de internationale homowebsite Guys4Men.com door GayRomeo overgenomen. Dit leverde naar eigen zeggen 380.000 nieuwe gebruikers op, voornamelijk uit enkele aziatische landen, de Verenigde Staten, Zuid-Afrika en Australië.
Naast de hoofdwebsite onder het webadres www.gayromeo.com, is er onder het adres www.planetromeo.com ook een versie zonder erotische afbeeldingen, die onder meer op openbare plaatsen of tijdens het werk gebruikt kan worden.
De (domein)naam Gayromeo.com werd geleidelijk aan vervangen door Planetromeo.com, omdat domeinnamen met de term "gay" in sommige landen geblokkeerd worden.
Sinds de site in 2002 van start ging is de compacte vormgeving in een kenmerkende blauwe kleur steeds hetzelfde gebleven. Naast de eigenlijke website voor desktop- en laptopcomputers zijn er nog een mobiele website en een app voor iPhone en Android.

## PlanetRomeo Foundation
Eveneens in 2009 werd door PlanetRomeo BV PlanetRomeo Foundation opgericht. De Foundation streeft naar een wereld zonder discriminatie op grond van seksuele oriëntatie of genderidentiteit; een wereld waarin LHBTI's (lesbiennes, homo's, biseksuelen, transgenders en mensen met een intersekse-conditie) dezelfde rechten en kansen hebben als ieder andere individu; een wereld die verschillen in seksuele oriëntatie, gender identiteit en uitdrukking waardeert en respecteert. Het fonds ondersteunt projecten binnen 3 thema’s: Safety & Shelter, Educatie en Sport & Cultuur. In het bijdragenbeleid wordt de voorkeur uitgesproken voor projecten die geïniteerd worden door de LGBTI-community zelf. Deze projecten dienen gericht te zijn op het involveren, mobiliseren en activeren van diezelfde gemeenschap. Ook wordt voorkeur gegeven aan projecten die minder of geen toegang hebben tot ‘mainstream’ financieringsbronnen. Er worden projectbijdragen vanaf € 500 tot € 5.000 euro verleend. PlanetRomeo Foundation is een onafhankelijke stichting, wordt geleid door een raad van bestuur en heeft een eigen raad van toezicht.